# Mortefontaine-en-Thelle

Mortefontaine-en-Thelle este o comună în departamentul Oise, Franța. În 1 ianuarie 2022 avea o populație de 975 de locuitori.